# Szőrméslégy

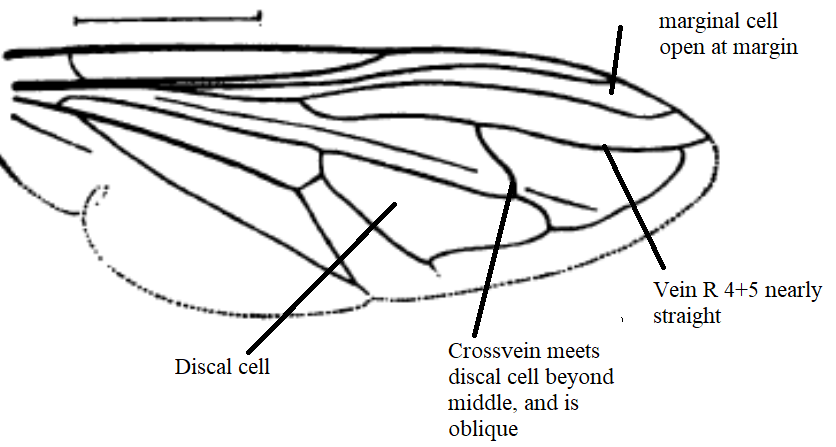
Szárnyának felépítése

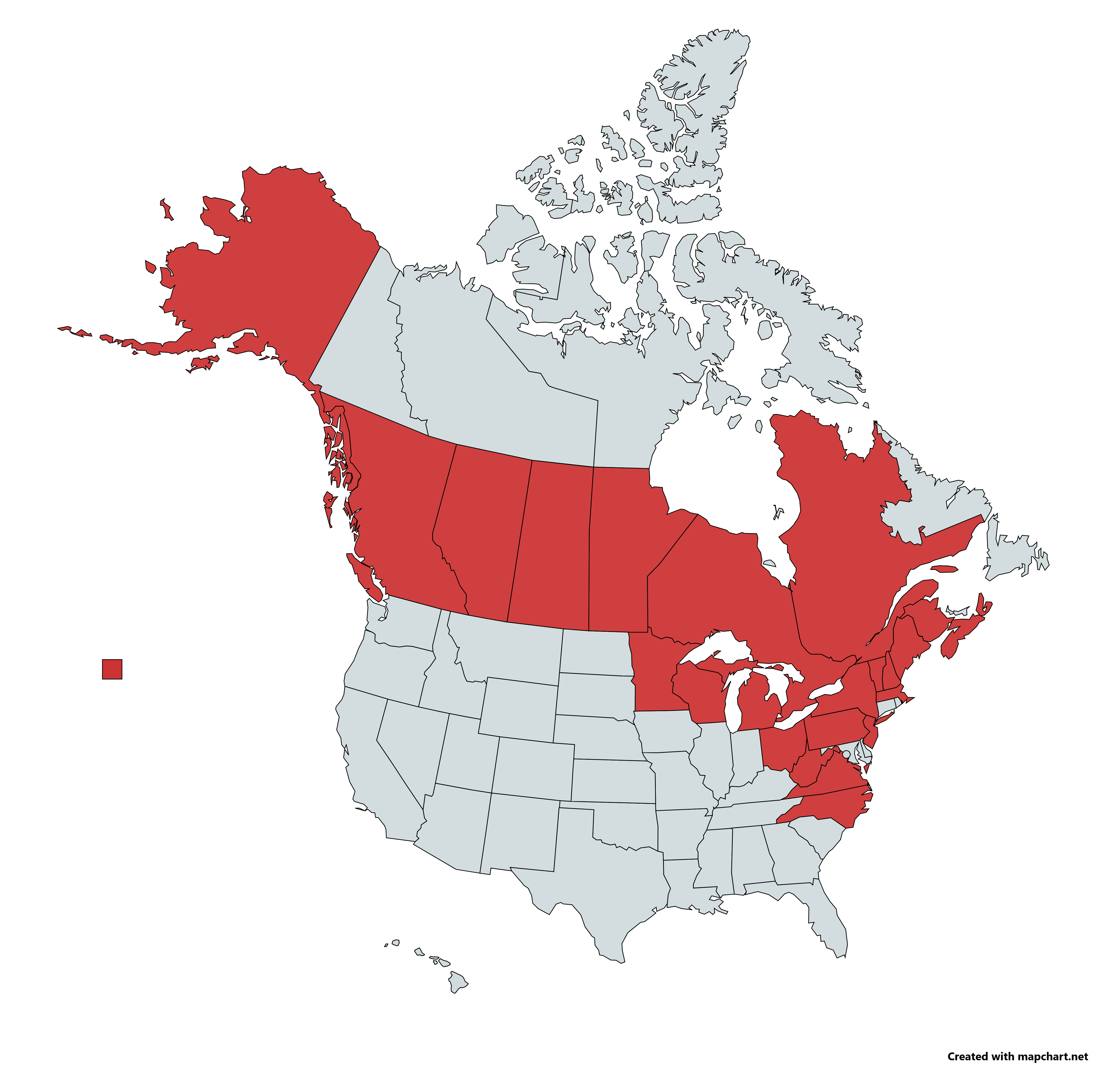
Criorhina nigriventris elterjedési területe az Egyesült Államokban

A szőrméslégy (Criorhina) a zengőlegyek (Syrphoidea) öregcsaládjában a névadó zengőlégyfélék (Syrphidae) család herelégyfélék (Eristalinae) alcsaládjába sorolt nárciszlégy-rokonúak (Criorhinina) nemzetségének névadó  neme közel félszáz leírt fajjal.

## Származása, elterjedése
Fajai a palearktikus, nearktikus, a neotropikus és az indo–maláj biorégióban élnek,  a Palearktikumból leírt mintegy 20 faj többsége Ázsiában. Európában mindössze 4 fajukat ismerjük, közülük 2017-ig hármat Magyarországról is leírtak:
- méhalakú szőrméslégy (Criorhina asilica)
- karcsú szőrméslégy (Criorhina pachymera)
- nagy szőrméslégy (Criorhina ranunculi)

## Megjelenése, felépítése
Közepes méretű vagy annál nagyobb zengőlégy. Nevét arról kapta, hogy teste dúsan szőrös; megjelenése méhekre és poszméhekre hasonlít.
A hímek két szeme a homlokon nem teljesen érintkezik. Megnyúlt arca a homlok alatt erősen bemélyedt. Arcdudora viszonylag fejlett. Egyes fajok hímjeinek hátulsó combjai feltűnően vastagok és erősen görbülnek.

## Életmódja, élőhelye
Fejlődését kevéssé ismerjük. Lárváit elhalt fákban, korhadékban találták. Valószínűleg szaprofágok, illetve sziloszaprofágok.

## Magyarországról nem ismert fajai
- C. alexandri Mutin, 1999
- C. apicalis Matsumura, 1916
- C. arctophiloides (Giglio-Tos, 1892)
- C. aurea Lovett, 1919
- C. berberina (Fabricius, 1805)
- C. bomboides Hull, 1944
- C. brevipila Loew, 1871
- C. bubulcus (Walker, 1849)
- C. caudata Curran, 1925
- C. coquilletti Williston, 1892
- C. crioarctos Hull, 1944
- C. excavata Curran, 1929
- C. floccosa (Meigen, 1822)
- C. formosana Shiraki, 1930
- C. fusca Weisman, 1964
- C. grandis Lovett, 1921
- C. imitator Brunetti, 1915
- C. interrupta Brunetti, 1923
- C. japonica (Matsumura, 1916)
- C. kincaidi Coquillett, 1901
- C. konakovi (Stackelberg, 1955)
- C. kurilensis Mutin, 1999
- C. latipilosa Curran, 1925
- C. nasica (Osburn, 1908)
- C. nigripes (Williston, 1882)
- C. nigriventris Walton, 1911
- C. occidentalis (Osburn, 1908)
- C. pallidipes Curran, 1929
- C. pallipilosa Hull, 1944
- C. portschinskyi (Stackelberg, 1955)
- C. quadriboscis Lovett, 1919
- C. rostrata Li, Huo & Li, 2020
- C. rubropilosa Hull, 1950
- C. sichotana (Stackelberg, 1955)
- C. simioides (Brunetti, 1908)
- C. spinitarsis Curran, 1929
- C. takaoensis (Shiraki, 1952)
- C. talyshensis (Stackelberg, 1960)
- C. tricolor Coquillett, 1900
- C. tripilosa Coe, 1964
- C. ussuriana (Stackelberg, 1955)
- C. verbosa (Walker, 1849)
- C. villosa (Bigot, 1879)
- "C. villosa" (Bigot, 1882) (Homonym)
- C. vivida Brunetti, 1923

## Fordítás
Ez a szócikk részben vagy egészben  a   Criorhina című angol Wikipédia-szócikk ezen változatának fordításán alapul.  Az eredeti cikk szerkesztőit annak laptörténete sorolja fel. Ez a jelzés csupán a megfogalmazás eredetét és a szerzői jogokat jelzi, nem szolgál a cikkben szereplő információk forrásmegjelöléseként.